# بني جمرة
بني جمرة هي قرية في البحرين تشتهر بحبك النسيج. تقع في شمال البحرين على بعد نحو 15 كم عن العاصمة المنامة ، بالقرب منها تقع قرى البديع والدراز والمرخ، سكان القرية من الشيعة ويقدر عددهم بـ 11000 نسمة. تتميز القرية بوفرة المساجد والمآتم والشخصيات المعروفة.
تعد حياكة النسيج واحدة من أهم الحرف التقليدية التي عرفها الإنسان في البحرين، وكانت هناك أسر بكاملها تتعاطى هذه الحرفة، وكانت هذه الحرفة تلبّي معظم احتياجات السكان من ملبوسات وأشرعة وغيرها والتي تدخل في صناعتها الخيوط النسيجية، وتعد قرية بني جمرة من أشهر القرى في هذه الصناعة حتى وقتنا الحاضر، وكانت القرية تضم في الماضي قرابة مائة مصنع لحياكة النسيج، ولم تكن هذه المصانع سوى ألواح متواضعة بنيت من سعف النخيل يحتمي فيها النساج وأسرته من حرارة الشمس ويكاد الجميع في قرية بني جمرة يعملون في هذه الحرفة لأنها كانت في ذلك الوقت مصدر رزق جيد لهم، وكانت قريتهم سوقاً رائجة يؤمها الناس لشراء حاجاتهم، كما كانت منسوجاتها تصدر إلى مناطق الخليج والمنطقة الشرقية من المملكة العربية السعودية.

## ملامح تأريخية عن بني جمرة
أصدرت جريدة الوسط في عددها 19-12-2008م ملحق خاص عن مسودات كتاب (ملامح تأريخية عن بني جمرة) من تأليف الشيخ عبد الأمير الجمري والذي كان يأمل في إكماله ونشره قبل أن يصاب بجلطة في منتصف العام 2002م، علماً أن الأجزاء المختلفة للكتاب بدأها الشيخ الجمري في سنوات مختلفة ربما امتدت إلى أكثر من عشر سنوات. وعليه، فإن بعض الأجزاء أدخل عليها الشيخ الجمري تعديلات قبل وفاته، والبعض الآخر كان ينتظر تعديلاته عليها، ولكن إصابته بالمرض ووفاته لاحقاً منعته من ذلك.
«الوسط»، ورغبة منها في نشر المعارف، تنشر الكتاب رغم أنه ليس مكتملاً كما أراده الشيخ الجمري، إذ لعله أراد إضافة معلومات أو تعديل المسودة، أو إضافة وتوضيح المصادر والتواريخ الواردة في الكتاب.
وخصص «الوسط» في ملحقها الخاص عن مسودات كتاب الشيخ الجمري «ملامح تأريخية عن بني جمرة» في 24 صفحة بحجم (A3) تقريباً وتضمن الملحق الكثير من الأمور التي عطانا فيها مؤلفها الراحل عن ملامح بني جمرة وتمثل في العناوين التالية:
1- المقدمة: التي بدء فيها مسودات كتابه الذي لم ير النور بسبب وفاته.
2- فكرة عامة عن البحرين: وعرف البحرين في عدة نقاط (البحرين في اللغة، وجه تسميتها البحرين، موقعها الجغرافي، مناخها، أسماؤها، النسبة إليها، إسلامها، تشيعها، فضلها، حكامها)
3- الحديث عن بني جمرة: وفي هذا القسم عرف عن بني جمرة في النقاط التالية (الجمرة في اللغة والاصطلاح والشعر العربي، جمرة في التاريخ، من كني بجمرة، النسبة إلى جمرة، مذاهب الجمريين)، وكتب عدة مقولات عن بني جمرة، وذكر في مسودات كتابه عن الأسر الجمرية وعلماؤها لما يقارب الـ 20 وعن خطبائها وأدبائها لما يقارب الـ 30، وختمت الوسط ملحقها بالصفحة الأخيرة صورة للشيخ الجمري متحدثاً في المجلس الوطني في ديسمبر 1973م .

## مساجد بني جمرة
- جامع الإمام زين العابدين
- مسجد أبي ذر الغفاري (الوسطى سابقاً)
- مسجد الإمام المهدي
- مسجد الإمام علي
- مسجد الإمام الحسن
- مسجد الإمام الحسين
- مسجد الزهراء
- مسجد الشيخ فرج
- مسجد العيد
- مسجد الخضر
- مسجد الشمبرية
- مسجد الرملة

## مؤسسات ومآتم بني جمرة
- الحسينية الأثني عشرية
- مأتم الغرب
- مأتم الخضر
- مأتم آل الرسول (مسجد أبوذر الغفاري)
- مأتم الفاطمية
- مأتم الغسرة
- رابطة رواديد بني جمرة
- جمعية المعرفة للثقافة الإسلامية (مشروع التربية والتعليم بالمسجد)
- مركز الإمام الخميني الثقافي
- هيئة كربلاء
- هيئة علي الأكبر (مسجد العيد)
- هيئة الإمام الحسن (مسجد الإمام الحسن)
- هيئة محبي الحسين (مسجد الإمام علي)
- مائدة أهل الكساء
- حوزة الإمام زين العابدين
- مضيف الإمام المهدي
- نادي بني جمرة الثقافي والرياضي
- صندوق بني جمرة الخيري
- مؤسسة النبأ لتعليم القرآن الكريم
- الجمعية النسائية في بني جمرة
- جمعية أنصار الحسين
- صالة ملا عطية الخيرية

## مراكز حكومية في القرية
1. مدرسة بني جمرة الإبتدائية للبنين
2. مدرسة هاجر الإبتدائية للبنات
3. مركز البديع الصحي

## حدائق القرية
1. حديقة بالقرب من أسواق الساتر من عمل إحدى نساء القرية.
2. حديقة بني جمرة تم افتتاحها مؤخراً صغيرة الحجم تقع في شرق القرية
3. حديقة صغيرة العرض لكنها طويلة ممتئلة بالنخيل والأشجار عند مدخل بني جمرة الرئيسي
4. حديقة واسعة في جنوب القرية